# Ray Hogan
Ray Hogan, Robert Raymond Hogan, född 1908 i Willow Springs, Missouri, död 1998, var en amerikansk författare som främst skrev västernromaner. De flesta utgavs under eget namn men han använde även pseudonymen Clay Ringold.
Hogans far var ursprungligen sheriff innan han köpte ett hotell i Albuquerque, New Mexico, dit Hogan flyttade som femåring. Enligt Hogan skulle faderns och gästernas berättelser ge honom många idéer till böcker. Han utbildade sig i Albuquerque, New Mexico och vid Indiana Journalism Institute i Fort Wayne, Indiana. Större delen av sitt liv levde han i New Mexico.
Hogans första roman Ex-marshal utgavs 1956. Romanen Outlaw marshal filmatiserades 1960 av regissören George Sherman som Hell bent for leather (Till sista kulan) med Audie Murphy som Clay Santell.
Han skrev främst fristående böcker men även serier om kapten John Mosby, Shawn Starbuck och The Doomsday Marshal John Rye.
Av de totalt 147 västernromaner som Hogan skrev har 91 utgivits i nordisk översättning, varav 50 i svensk. Endast i ett fall (Land of the strangers) finns samma omslagsbild på såväl originalupplaga som svensk, dansk och norsk översättning.